# 黃耀羽
黃耀羽（1931年1月25日—2020年2月23日），第十六任中華民國陸軍軍官學校校长，籍贯广东合浦，為該校第24期毕业。
| 前任： 黃幸強 | 中華民國陸軍軍官學校校長 1985年7月－1985年12月 | 繼任： 湯元普 |